# Пушкино (Новокузнецкий район)
Пушкино — посёлок в Новокузнецком районе Кемеровской области. Входит в состав Сосновского сельского поселения.

## География
Центральная часть населённого пункта расположена на высоте 313 метров над уровнем моря.

## Население
По данным Всероссийской переписи населения 2010 года, в посёлке Пушкино проживает 203 человека (98 мужчин, 105 женщин).